# Bòbila de Can Pesseta
La Bòbila de Can Pesseta o d'en Padró és una fàbrica a Ripollet (Vallès Occidental) inclosa a l'Inventari del Patrimoni Arquitectònic de Catalunya. És un conjunt format per diverses dependències de maó vist amb cobertes de teula àrab a dues aigües sobre les façanes llargues, sostingudes per encavallades de fusta de melis. Les restes de l'antiga bòbila conservades avui dia són dues quadres, el molí de vent emprat per dur l'aigua, i la xemeneia. S'han conservat també diverses instal·lacions de la fàbrica, així com part de les moles de pedra per trinxar paper, restes de politges i les pinces de suport on s'assecava el cartró.

## Història
La família Padró apareix relacionada documentalment des de mitjan segle xix amb la fabricació de rajoles i totxanes en instal·lacions diverses fins que, a inicis del segle xx, va construir-se una rajoleria en uns terrenys cedits per la propietària de Can Tiana a Jacint Padró i Cirera. L'onze de gener de 1906 hi ha constància documental que l'obra era ja començada, i sembla que el 1907 ja s'havia enllestit (a la xemeneia encara es conserva aquesta data). A l'arxiu familiar conserven les factures i rebuts d'aquella empresa.
Els Padró foren els primers propietaris a pagar el feix de llenya a pesseta, unitat de moneda vigent des del 1868. D'aquí el malnom de la casa. Després de la Guerra Civil (1936-39) la bòbila es transformà en fàbrica de cartró, i cap al 1983, deixà de funcionar.
Als terrenys destinats a assecar les rajoles o totxanes es descobriren el 1929 les restes de dos sepulcres neolítics, amb un interessant aixovar, dipositat actualment al Museu d'Història de Sabadell.
El 1993 els edificis encara existien però actualment només en queda el record al nom del carrer "de la Bòbila".